# Blu celeste
| Recensione | Giudizio |
| ---------- | -------- |
| Ondarock   | 6/10     |
| Rockol     | 7/10     |

Blu celeste è il primo album in studio del cantautore italiano Blanco, pubblicato il 10 settembre 2021 dalla Island e Universal Italia.
Blu celeste si è posizionato al settimo posto della classifica dei 20 migliori dischi italiani dell'anno stilata dalla rivista Rolling Stone Italia.

## Tracce
Testi di Riccardo Fabbriconi e Michele Zocca, musiche di Michele Zocca, eccetto dove indicato.
1. Mezz'ora di Sole – 1:58
2. Notti in bianco – 2:56 (testo: Riccardo Fabbriconi, Michele Zocca, Davide Simonetta)
3. Figli di puttana – 2:13 (testo: Riccardo Fabbriconi, Michele Zocca, Gregory Taurone)
4. Blu celeste – 3:26
5. Sai cosa c'è – 2:29
6. Paraocchi – 2:36 (testo: Riccardo Fabbriconi, Michele Zocca, Davide Simonetta)
7. Lucciole – 2:56 (testo: Riccardo Fabbriconi, Michele Zocca, Davide Simonetta)
8. Finché non mi seppelliscono – 2:48
9. Pornografia (Bianco paradiso) – 2:38
10. David – 3:13
11. Ladro di fiori – 3:08 (musica: Michele Zocca, Gregory Taurone)
12. Afrodite – 5:32 – al minuto 3:12 della versione fisica inizia la traccia fantasma Follia

## Classifiche

### Classifiche settimanali
| Classifica (2021) | Posizione massima |
| ----------------- | ----------------- |
| Italia            | 1                 |
| Svizzera          | 11                |

### Classifiche di fine anno
| Classifica (2021) | Posizione |
| ----------------- | --------- |
| Italia            | 4         |
| Classifica (2022) | Posizione |
| Italia            | 3         |
| Classifica (2023) | Posizione |
| Italia            | 40        |
| Classifica (2024) | Posizione |
| Italia            | 98        |